# Shinjō (Okayama)
Shinjō (新庄村 Shinjō-son?) es una villa localizada en la prefectura de Okayama, Japón. En junio de 2019 tenía una población estimada de 816 habitantes y una densidad de población de 12,2 personas por km². Su área total es de 67,11 km².

## Geografía

### Localidades circundantes
- Prefectura de Okayama
  - Niimi
  - Maniwa
- Prefectura de Tottori
  - Hino
  - Kōfu

## Demografía
Según los datos del censo japonés, esta es la población de Shinjō en los últimos años.
| Año del censo | Población |
| ------------- | --------- |
| 1995          | 1.101     |
| 2000          | 1.051     |
| 2005          | 1.019     |
| 2010          | 957       |
| 2015          | 866       |